# ライヒェンベルク (ウンターフランケン)
ライヒェンベルク (ドイツ語: Reichenberg) はドイツ連邦共和国バイエルン州ウンターフランケン地方のヴュルツブルク郡に属す市場町である。

## 地理
ライヒェンベルクはヴュルツブルク地方に位置している。

### 自治体の構成
この町は、公式には7つの地区 (Ort) からなる。このうち小集落や孤立農場などを除く集落を以下に列記する。
- アルバーツハウゼン
- フックスシュタット
- リントフルール
- ライヒェンベルク
- エンガースハウゼン

## 歴史
ライヒェンベルクはヴォルフスケール男爵のアルバーツハウゼン騎士領の一部であったが、1806年にヴュルツブルク大公国によって陪臣化され、1814年にバイエルン王国領となった。

### 人口推移
- 1970年 3,501人
- 1987年 3,732人
- 2000年 4,090人
- 2007年12月31日 4,045人

## 行政
首長はシュテファン・ヘンメリヒ (SPD) である。

## 経済と社会資本

### 交通
ライヒェンベルクは鉄道シュトゥットガルト - ヴュルツブルク線のラウダとヴュルツブルクとの間にあたる。2009年末にはライヒェンベルクにも駅が開業予定である

### 教育
- 基礎課程学校 1校

### その他
鉄道のトンネルが町を2つに分けている。フォア・デム・トゥンネルとヒンター・デム・トゥンネルである。フォア・デム・トゥンネルが伝統的な集落で、ヒンター・デム・トゥンネルが新興住宅地である。

## 人物
- ヨハン・レオンハルト・ツォルン（1831年 - 1876年）画家アンデシュ・ソーンの父親。1856年にウプサラ、1866年にヘルシンキと渡り歩いた。

## 引用
1. ↑  https://www.statistikdaten.bayern.de/genesis/online?operation=result&code=12411-003r&leerzeilen=false&language=de Genesis-Online-Datenbank des Bayerischen Landesamtes für Statistik Tabelle 12411-003r Fortschreibung des Bevölkerungsstandes: Gemeinden, Stichtag (Einwohnerzahlen auf Grundlage des Zensus 2011)
2. ↑  Bayerische Landesbibliothek Online
3. ↑  Haltepunkt in einem Jahr マインポスト 2008年12月12日付け（2009年3月15日に確認）